# جنگ گوتیک (۳۷۶–۳۸۲)
میان سال‌های ۳۷۶ و ۳۸۲، جنگ گوتیک علیه امپراتوری روم شرقی، و به‌ویژه نبرد آدریانوپل، معمولاً به عنوان یک نقطه عطف بزرگ در تاریخ امپراتوری روم تلقی می‌شود که نخستین مورد از یک سری رویدادها در سده آینده که شاهد فروپاشی امپراتوری روم غربی بود می‌باشد، اگرچه اهمیت پایانی آن برای سقوط نهایی امپراتوری هنوز مورد بحث است. این یکی از بسیاری از جنگ‌های گوتیک با امپراتوری روم بود.

## زمینه
در تابستان ۳۷۶، شمار بزرگی از گوتی‌ها به رود دانوب می‌رسند، جایی که مرز امپراتوری روم به حساب می‌آمد و از هون‌ها در خواست پناهندگی می‌کنند. آنها دو گروه بودند: تروینگ‌ها که توسط فریتیگرن رهبری می‌شد و آلاویووس و گرتونگی که توسط آلاتئوس و سافراکس رهبری می‌شد. یوناپیوس بیان می‌کند که شمار آنها به ۲۰۰٬۰۰۰ تن که شامل غیر نظامیان بود می‌رسید، درحالی‌که پیتر هیتر برآورد می‌کند که احتمالاً تروینگ‌ها جنگجویانی به تعداد ۱۰٬۰۰۰ و ۵۰٬۰۰۰ مردم در مجموع داشتند که با شمار گرتونگی برابری می‌کرد. تاریخ باستان دانشگاه کمبریج این برآورد را نزدیک به ۹۰٬۰۰۰ مردم می‌داند.
گوتی‌ها سفیران خود را به نزد والنس، امپراتور روم شرقی می‌فرستند تا از او اجازهٔ اسکان مردم خود در داخل امپراتوری را بگیرد. برای آنها کسب این اجازه اندکی به طول انجامید، چرا که امپراتور در انطاکیه در حال آماده شدن برای لشکرکشی علیه شاهنشاهی ساسانی بر سر تسلط بر ارمنستان و ایبری بود. بیشتر سپاه او در شرق مستقر شده بودند، جایی که از دانوب مسافت بیشتری داشت. مدارک باستانی همه یکزبان این حقیقت را حکایت می‌کنند که والنس به‌طور کلی از ظاهر گوتی‌ها رضایت داشت، زیرا فرصت سربازانی نو با هزینه ای کم برای او فراهم می‌کرد. از آنجایی که والنس در شرف اقدام در مرزهای شرقی بود، ظهور تعداد زیادی از بربرها به این معنی بود که نیروی انسانی او در شبه جزیره بالکان در حال افزایش است. والنس می‌بایست متوجه خطری که همراه با صدور اجازه به گوتی‌ها برای گذر به داخل امپراتوری، سکونت در آن و بخشیدن امتیازات به شدت مطلوب به آنها وارد امپراتوری شده بود می‌شد. این نخستین باری نبود که مردم بربر داخل مرزهای امپراتوری ساکن می‌شدند؛ روال عادی کار این بود که برخی از این مردمان به ارتش فراخوانده می‌شدند و سایرین به گروه‌های کوچکی تقسیم شده و در مناطق مختلف امپراتوری و به اختیار امپراتور سکنا می‌گزیدند. چنین تصیمی آنها را از هر تهدیدی همچون اتحاد و ایجاد خطر برای امپراتوری بازمی‌داشت و آنها را در جمعیت بزرگی از مردم رم همگون یا آسیمیله می‌کرد. توافقنامه برای تروینگ‌ها از این جهت با سایر توافقنامه‌ها تفاوت داشت که به آنها اجازه می‌داد تا محل مورد نظر خود برای سکونت، که همان تراکیه باشد، را برگزینند و به آنها این امتیاز را می‌داد که متحد بمانند. اما در خصوص گرتونگی‌ها، ارتش روم و نیروی دریایی رودخانه را مسدود کرد و آنها را از گذر بازداشتند.
احتمالاً تروینگ‌ها اجازه یافتند که از رودخانه گذر کنند یا کنار دژ دوراستروم ساکن شوند. آنها به همراه رومی‌ها با قایق و تنه درختان از رود گذر داده شدند؛ به گفته آمیانوس مارسلینوس، «کوششی جدی صورت گرفت که هیچ عنصر ویرانگری در آیندهٔ دولت روم را نباید پشت سر گذاشت، حتی اگر به یک بیماری کشنده مبتلا شود.» با این حال رودخانه با باران طغیان کرد و بسیاری غرق شدند. قرار بود تا گوتی‌ها سلاح‌های خود را داشته باشند اما، اینکه چون رومی‌ها رشوه می‌پذیرفتند یا نیروی انسانی کافی برای بازرسی همه جنگجویانی که می‌آمدند نداشتند یا جنگجویان تازه ای که وارد ارتش می‌شدند به سلاح‌های بومی خود نیاز داشتند، بسیاری از گوتی‌ها اجازه یافتند تا سلاح‌های خود را نگه دارند. رومی‌ها، تروینگ‌ها را در امتداد کرانه جنوبی دانوب در موزیای پایین مستقر کرده و منتظر بودند تا تخصیص زمین آغاز شود. در این مدت، دولت روم قرار بود خوراک آنهارا فراهم کند.

## وقوع جنگ

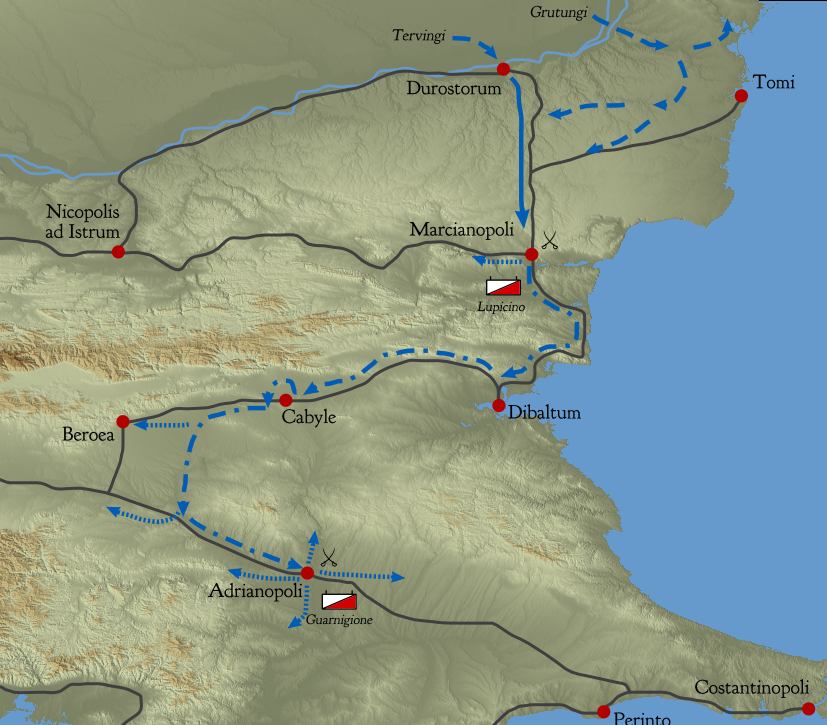
حرکات گوت‌ها در سال ۳۷۶

بسیاری از مردم در چنین جای کوچکی با کمبود خوراک مواجه شدند و تروینگ‌ها کم‌کم گرسنگی کشیدند. تدارکاتچی رومی نمی‌توانست باچنین انبوه بزرگی از مردم کنار بیاید، و مقامات تحت رهبری لوپیکینوس حجم بزرگی از غذا هارا پیش از اینکه به دست گوتی‌ها برسد فروخته بودند. گوتی‌های ناامید، از روی بیچارگی بیشتر فرزندان خود را به بردگی رومی‌ها می‌فروختند و در قبال آن گوشت سگ دریافت می‌کردند، به طوریکه هر فرزند برای یک سگ.
این رفتار باعث شد تا گوتی‌های تروینگ بیشتر به حالت شورشی در آیند و لوپیکینوس تصمیم گرفت تا آنها را به سمت جنوب به مارکیانوپل، جایی که مرکز فرماندهی منطقه ای او در آنجا قرار داشت جابجا کند. لوپیکینوس برای نظارت بر رژه به سمت جنوب، سربازان رومی را برای نگهبانی از دانوب گماشت، که باعث شد تا گرتونگی‌ها بی درنگ وارد قلمروی روم شوند. تروینگ‌ها آگاهانه و از روی عمد آهسته‌تر حرکت می‌کردند تا گرتونگی‌ها برسند.
هنگامی که تروینگ‌ها به مارکیانوپل نزدیک شدند، لوپیکینوس از فریتیگردن، آلویووس و گروه کوچکی از همراهان برای صرف شام همراه با او در داخل شهر دعوت کرد. انبوهی از گوتی‌ها در فاصله کمی در خارج از شهر به همراه سربازان رومی میان شهر و آنها چادر زندند. بخاطر اینکه سربازان رومی به‌طور مداوم پیشنهاد ورود گوتی‌ها به بازار شهرها و خرید آذوقه را رد می‌کردند، دعوایی درگرفت که مرگ چند سرباز رومی و غارت آنها را در پی داشت. لوپیکینوس، درحالی‌که به ضیافت با رهبران گوتی‌ها نشسته بود، پس از دریافت این خبر دستور داد تا فریتیگرن و آلویویس را گروگان بگیرند و نگهبانان آنها هم اعدام شدند. هنگامی‌که خبر مرگ به گوتی‌های بیرون درز کرد، تصمیم گرفتند تا به مارکیانوپل حمله کنند. فریتیگرن به لوپیکینوس توصیه کرد بهترین راه برای مرتب کردن اوضاع پیوستن دوبارهٔ او به مردمش است تا به آنها نشان بدهد زنده است. لوپیکینوس با او موافقت کرد و او را آزاد ساخت. آلویووس پس از این رخداد هرگز در هیچ‌یک از منابع ذکر نشده و سرنوشت او نامشخص است.
پس از جان سالم به در بردن از این بحران، فریتیگرن و تروینگ‌ها تصیمی گرفتند که اکنون زمان آن فرا رسیده که عهدنامه را شکسته و علیه رومی‌ها شورش کنند؛ گروتنگی‌ها نیز بلافاصله به آنها پیوستند. فریتیگرن گوتی‌ها را به بیرون از مارسیانوپل، و پیش به سکائستان رهبری کردند. لوپیکینوس و ارتشش آنها را از ۱۴ کیومتر به شهر پاییده، درگیر نبرد مارکیانوپل شده و سپس نابود شدند. همهٔ افسران کوچکتر کشته شدند، استانداردهای نظامی از میان رفت و گوت‌ها تسلیحات نو را از سربازان رومی ایمن نگه داشتند. لوپیکینوس نجات پیدا کرد و به مارکیانوپل بازگشت. تروینگ‌ها سپس به این منطقه یورش برده و غارت کردند.
در آدریانوپل، گروه کوچکی از گوت‌ها که به دست رومیان به کار گرفته شده بودند تحت فرماندهی سوئریدوس و کولیاس، که خود نیز گوت بودند، مستقر شدند. زمانی که آنها اخبار رویدادها را دریافت کردند، تصمیم گرفتند تا در محل کنونی خود باقی بمانند، با نظر بر اینکه رفاه خودشان از همه چیز مهمتر است. امپراتور چون می‌ترسید در بحبوحه شورش از سوی گوت‌ها، یک پادگان رومی به دست گوت‌ها بیافتد، به سردیوس و کولیاس دستور می‌دهد تا به سوی شرق و به سوی هلسپونت حرکت کنند. این دو فرمانده برای این سفر، درخواست مقداری خوراک، پول، و همچنین یک تعویق دو روزه برای کسب آمادگی داشتند. حاکم محلی رومی که بخاطر اینکه پیشتر ویلای حومه شهری اش غارت شده بود، گروهی از مردم را مجهز کرده و آنها را پیش به سوی پادگان روانه کرد. گوت‌ها گفتند که آنها تابع فرمان هستند و آنها (سوئریدوس و کولیاس و نیروهای آنها) هرچه سریعتر باید این پادگان را ترک کنند. نیروهای تحت فرمان سوئریدوس و کولیاس در ابتدا ایستادگی کردند، اما هنگامی که از طرف گوت‌ها به آنها نفرین و تیر پرتاپ شد، به سوی آنها حمله‌ور شده و بسیاری را کشتند. پادگان شهر را ترک کرده و به فریتیگرن پیوست و سپس گوت‌ها شهر را محاصره کردند؛ اما به دلیل کمبود تجهیزات، نبود تجربه کافی برای انجام محاصره و از دست دادن تعداد زیادی نیرو در اثر پرتاپ تیر، شهر را ترک گفتند. فریتیگرن اعلام کرد که «او اکنون تنها با دیوارها صلح دارد». گوت‌ها یکبار دیگر پراکنده شدند تا ییلاقات ثروتمند و بی دفاع را غارت کنند. گوت‌ها با استفاده از زندانیان و خائنان رومی به مکانهایی نظیر انبارهای مخفی، دهکده‌های ثروتمند و چنین مکان‌هایی هدایت شدند.
| « | جدا از سن و جنس، همه جا در آتش کشتار و آتش‌سوزی شدید فرورفته بود، شیر خواران از سینه مادرانشان جدا شده و کشته شدند، مادران و بیوه‌هایی که شوهرانشان پیش از اینکه خود چشمانشان را برای همیشه ببندند، کشته شدند، پسرانی در سنین حساس یا بالغ را به دیدن اجساد کشته شدهٔ پدر و مادرانشان می‌بردند. در پایان، بسیاری از مردان سالخورده، که گریه می‌کردند که پس از از دست دادن دارایی‌ها و زنان زیبای خود به اندازه کافی عمر کرده‌اند، در حالی که دست‌هایشان را پشت سر بسته بودند و بر خاکسترهای درخشان خانه‌های نیاکانشان گریه می‌کردند، به تبعید هدایت شدند. | » |

## ۳۷۷: شامل گوتها

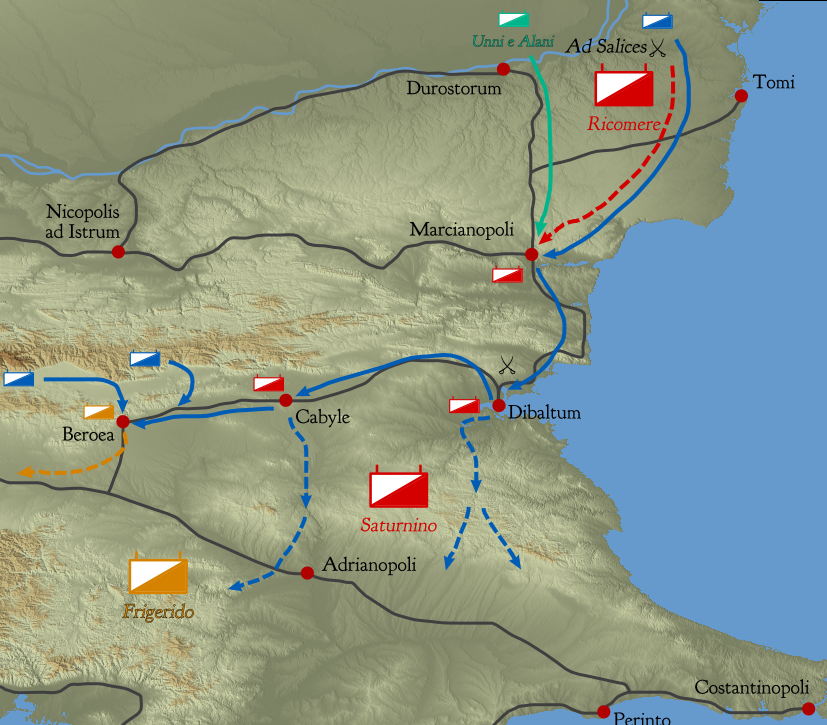
لشکرکشی سال ۳۷۷

همچو برده‌های مختلف، معدنچی‌ها و زندانی‌ها، گوت‌های بسیاری در داخل قلمروی امپراتوری روم به فریتیگرن پیوستند. پادگانهای رومی که در شهرهای مستحکم حضور داشتند از دادن کمک امتناع می‌کردند اما آنهایی که پادگان نداشتند طعمه آسانی بودند. گوت‌ها یک واگن قطار مانند بزرگی درست کرده بودند تا منابعی که از حومه‌های شهر می‌چاپیدند را در آن نگهدارند و بخاطر آنچه تحمل کرده بودند، از مردم روم بسیار خشمگین بودند.
والنس هنگامی‌که از مقرش در انطاکیه به وخامت اوضاع پی برد، ژنرال خود ویکتور را برای اخذ یک مذاکره صلح فوری با ساسانیان اعزام می‌کند. او بلافاصله ارتش روم شرقی را به تراکیه منتقل می‌کند. درحالی‌که ارتش اصلی درحال مجهز شدن بود، او یک نیروی پیشرو تحت فرماندهی ترایانوس و پروفوتروس را به پیش فرستاد. همچنین والنس برای درخواست کمک از همتا و برادرزادهٔ خود، گراتیان، امپراتور روم غربی، به او دست دراز کرد. گراتیان پاسخ او را درحالی داد که ریکومر و فریگریدوس و سربازان آنها را برای نگهبانی از گذرگاه‌های غربی به سمت کوه‌های هایموس اعزام کرد. هدف اصلی این بود که از پیشروی گوت‌ها به سوی غرب جلوگیری کرده و دو ارتش نهایتاً در ارتش روم شرقی ادغام شوند. این‌جا به جایی عظیم نیروها و همکاری با غرب، بیانگر بزرگی تهدیدی بود که گوت‌ها ایجاد کرده بودند.
ترایانوس و پروفوتوروس درحالی‌که لشکر ارمنستان را رهبری می‌کردند اما فریگریدوس درحالی‌که ارتش پانونایی و فراآلپی را هدایت می‌کرد، از نقرس بیمار می‌شد. ریکمور درحالی که داشت یک نیروی بریده از ارتش پالاتین گراتیان را رهبری می‌کرد، فرماندهی نیروهای ترکیبی را با رضایت در طرفهٔ کامل رهبران، احتمالاً در مارکیانوپل به دست گرفت. گوت‌ها از شمال هایموس عقب‌نشینی کردند که در این حال رومی‌ها در حال حرکت برای برخورد بودند. آنها در مکانی به نام آد سالیکس  ("بید ها") درگیر جنگی به نام نبرد بیدها شدند. با اینکه رومی از نظر تعداد بیشتر بودند اما به هنگام نبرد جناح چپ آنها کم‌کم در حال فروپاشی بود. تنها با یک تقویت فوری این جناح توانست احیا شود. جنگ هنگامی‌که رزمندگان دو طرف دست از جنگیدن برداشتند به پایان رسیده و تا غروب به درازا کشید. گوت‌ها با به جا گذاشتن نتیجه ای نا مشخص اما خونین، به واگن‌های خود عقب‌نشینی کردند. هر دو طرف خسارات سنگینی را متقبل شدند، از جمله پروفوتوروس که خود در معرکه کشته شد.
پس از نبرد رومی‌ها به مارکیانوپل عقب‌نشینی کردند، و گوت‌های تحت فرماندهی فریتیگرن به مدت هفت روز در واگن‌های خود بدون اینکه حرکتی کنند باقی ماندند. فریگریدوس موفق شد تا گروهی از گوت‌های غارتگر را از میان برده و بخشی را به بردگی بگیرد، سپس بازماندگان آنها را به ایتالیا فرستاد. در پائیز همان سال ریکومبر برای گردآوری نیروی بیشتر در سال آینده به گال برگشت. در همین حال والنس سربازهایی را تحت فرماندهی مگسیتر اکوئیتوم سارترنینوس برای پیوستن به ترایانوس به تراکیه می‌فرستد. ساترنینوس و ترایانوس خطی را در هایموس برپا کردند که گذر گوت‌ها به غرب را مسدود می‌کرد. رومی‌ها انتظار داشتند تا بتونند با سختی‌های در راه زمستان و گرسنگی گوت‌ها را تضعیف کنند، و سپس فریتیگرن را گول‌زده و او را به نبردی در دشت‌های میان هیاموس کشانده و سپس کارش را پایان دهند. گوت‌های ناامید و گرسنه یکبار دیگر تلاش کردند تا از گذرگاه‌ها گذر کنند اما هر بار به دست رومی‌ها بازداشته می‌شدند. فریتیگرن سپس از مزدوران هون و آلان کمک گرفت، زیرا که قدرت او را تقویت می‌کردند. ساترنینوس زمانیکه متوجه شد دیگر توان نگهبانی از گذرگاه‌ها را ندارد، ناچار، محاصره را رها کرده و عقب‌نشینی می‌کند؛ طبیعتاً گوت‌ها آزاد بودند تا حملات خود را از سر بگیردند و تا آنجایی که رشته‌کوه‌های ردوپه در هلسپونت قرار داشتند برسند.
| « | سپس باید ترسناک‌ترین کارها دید و افسوس خورد و آنها را چنین توصیف کرد: زنانی که با شلاق‌های ترکاننده رانده شده و از ترس خیره مانده بودند، با فرزندانی زاده نشدهٔ خود که بر آنها سنگینی می‌کرد، و پیش از آمدن به دنیا وحشت‌های زیادی را تحمل می‌کردند؛ بچه‌های کوچک بیش از حد به مادران خود چسبیده‌اند. سپس ناله‌های پسران و دوشیزگان بلندپایه ای شنیده می‌شد که دستانشان در اسارتی ظالمانه و ستمگرانه بسته شده بود. پشت سر اینها آخرین دختران بالغ و همسران پاکدامن بودند، گریان و با چهره‌های فرورفته، که آرزو داشتند حتی با مرگ عذابی، جلوی تجاوز قریب‌الوقوع عفت خود را بگیرند. در این میان مردی آزاد زاده‌ای بود، چندی پیش ثروتمند و مستقل، که مانند جانوران وحشی روی ریل‌ها کشیده می‌شد، خوشبخت و نابینا، زیرا در یک دم او را از دارایی‌ها و جمع شیرین عزیزانش محروم کردند؛ او را از خانه‌اش بیرون رانده بودند، خانه‌اش را که خاکستر و ویرانه می‌دید، قربانی و فدای پیروزی خونین کرد، بدنش یا تیکه پاره خواهد شد یا در میان ضربات و شکنجه‌ها به عنوان برده خدمت خواهد کرد. | » |

گوت‌ها به متحدان نویشان، هون‌ها و آلان‌ها پیوسته و در ضمن جستجو برای مکانی برای غارت به سوی جنوب حرکت کرده و در نزدیکی شهر دلتوم، نبرد دلتوم را برده و شرقی‌ترین ارتش و شهر روم شرقی را ویران کردند. بارزیمرس، تریبونوم و سکوتاریوروم (فرمانده نگهبانان) کشته شد و اکوئیتیوس، کروا پالاتیی (سردسته دربار) اسیر شدند. گوت‌ها به سمت آگوستا تراژانا حرکت کرده تا به ارتشبد فریگیدروس حمله کنند اما پیشاهنگان او مهاجمان را از دور تشخیص داده و فریگیدروس بی درنگ به ایلریا عقب‌نشینی کرد، اما این شهر نیز تخریب شده بود. اکوئیتوس سپس موفق شد تا از اسارت آزاد شده و فرار کند.
یافته‌های باستان شناسانی در این منطقه، ویلاهای رومی که همزمان با این رویداد بودند را با نشانه‌هایی از تخریب عمدی و متروکی نشان می‌دهد. این ویرانی‌ها والنس را وادار کرد تا به‌طور رسمی مالیات بر مردم موئسیا و سکائستان را کاهش دهد.

## ۳۷۸: نبرد آدریانوپل
سرانجام در ۳۰ می ۳۷۸، والنس پس از اعطای امتیازات فراوان به پارسیان، با بیشتر ارتش خود، خود را به خط شرقی به کنستانتینوپل رساند. با ورود او به کنستانتینوپل همزمان شورش‌های کوچکی علیه او صورت گرفت. بنا بر هیستوریا اکلسیاستیک،سقراط اسکولاستکوس، یکی از شهروندان پایتخت امپراتوری، امپراتور را بخاطر نقض دفاع، آنها را در معرض حملات قرار دادن گوت‌هایی که اکنون خود کنستانتینوپل را تهدید می‌کردند متهم می‌کند و وی را وادار می‌سازد تا شهر را ترک کرده و به‌جای اینکه رویارویی با مهاجمان را به تأخیر بیندازد، برود و با غارتگران مقابله کند. والنس شهر را پس از دوازده روز ترک کرده و با ارتش کوچکش در ۱۲ ژوئن به قصر همایونی خود مالنتیاس در غرب کنستانتینوپل می‌رود. او در همین محل با توزیع حقوق، خواربار و سخنرانی‌های انگیزشی کوشش می‌کرد تا روحیه نیروهای خود را بالا ببرد.
والنس با سرزنش ترایانوس به خاطر تساوی خونین در نبرد بیدها، او را تنزل داده و سباستیانوس که از ایتالیا آمده بود را به فرماندهی و سازماندهی ارتش روم شرقی منصوب کرد. سباستیانوس با نیروی کمی که از مدرسه پلاتین خود (مدرسه پلاتین، یک واحد گارد نظامی نخبه بود که معمولاً به امپراتور روم، کنستانتین بزرگ به عنوان جایگزینی برای ارتش سواره نظام گارد پراتورین نسبت داده می‌شود)،  برای درگیر شدن با گروه‌های مهاجم گوتیک جدا شده به راه افتاد. او ابتدا به آدریانوپل رفته و چنین ترسی به گوت‌های سرگردان حاکم شده بود که شهر برای گشودن دروازه‌هایش به روی او به متقاعد کردن بسیاری نیاز داشت. پس از این، سباستیانوس چند پیروزی کوچک به دست آورد. برای نمونه در یکی از این جنگ‌ها، او تا شبانگاه منتظر بود تا در کنار رودخانه هبروس به یک گروه جنگی گوتیک خفته کمین کرده و سپس آنها را سلاخی کند. به گفته آمیانوس، تاراجی که سباستیانوس به ارمغان آورد، بسیار بیشتر از ظرفیت شهر آدریانوپل برای نگهداری از آنها بود. پیروزی سباستینوس، فریتیگرن را متقاعد کرد که مهمانی‌های پس از جنگ خود در منطقه کابیل (کابیله) را به یاد بیاورد تا مبادا آنها را تکه‌تکه از بین ببرند.
امپراتور روم غربی گراتیان می‌خواست تا با ارتش والنس ملاقات کند اما رویدادهای غرب جلودار او شد. نخست گروهی از لنتینزها در فوریه ۳۷۸ به گال حمله کرده و گراتیان آنها را شکست داد. سپس از آنسوی راین خبر رسید که مقدمات یک یورش دیگر از سمت مردم بربر پی ریزی شده‌است. این موقعیت گراتیان را بر این داشت که پیشگیرانه از رود گذر کرده و با شکست دادن آلمانی‌ها موقعیت را تحت کنترل خود درآورد. این برای او اندکی زمان بر بود، تا اینکه در ماه اگوست، گراتیان پیامی می‌فرستد تا پیروزی‌هایی که بر رقبای الوقوع خود داشت را اطلاع دهد. والنس که از ماه ژوئن منتظر ارتش روم غربی بود، با شنیدن پیروزی‌های برادرزاده اش بسیار غبطه خورده، و این باعث می‌شود زمانیکه از حرکت گوت‌ها به سوی جنوب و به سمت آدریانوپل باخبر شود، ارتش خود را آماده ساخته و به سوی آدریانوپل حرکت کند تا کار گوت‌ها را یکسره کند. دیده‌بان‌های رومی به اشتباه گزارش کردند که گوت‌هایی که در حال غارت جایی دز نزدیکی نیکا دیده‌اند بودند، تنها ۱۰٬۰۰۰ تن می‌باشند. دور و بر ۷ اوت، ریکومر با بازگشت از غرب با ارتشی از نگهبانات زبده و مجهز دارای پیامی با چنین محمولی بود: گراتیان نزدیک گذرگاه سوچی می‌شود که مستقیم به سوی آدریانوپل باز می‌شود و به عموی خود توصیه می‌کند که اندکی شکیبایی کند. والنس شورای جنگی را تشکیل می‌دهد تا در مورد موضوع تصمیم‌گیری کنند. سباستیانوس از طرح یک حمله فوری به گوت‌ها پشتیبانی می‌کرد درحالی‌که ویکتور هشدار داد که باید منتظر گراتیان بمانند. بنا بر ایوناپیوس، سباستیانوس نیز موافق انتظار بود. در هر صورت شورا و والنس و البته بیشتر در اثر چاپلوسانی که از پیروزی حتمی سخن می‌گفتند، تصمیم بر این گرفتند تا فوراً حمله را آغاز کنند.

نبرد آدریانوپل شاهد یکی از بدترین شکست‌های ارتش روم بود. نقشه نبرد، با توجه به بخش تاریخ آکادمی نظامی ایالات متحده.

گوت‌ها فرستادگانی از کشیش‌هایی مسیحی برای مذاکره با رومی‌ها در ۸ اوت فرستادند. به همراه آنها فریتیگرن دو نامه فرستاد. نامه یکم مقرر بر این بود که گوت‌ها تنها سرزمین‌هایی را در تراکیه می‌خواستند که در قبال آن خود را با روم می‌بایست متحد می‌کردند؛ و نامه دومی که به‌طور خصوصی به والنس فرستاده شده بود خاطر نشان می‌کرد که فریتیگرن واقعاً خواستار صلح بود. اینکه نیت فریتیگرن صمیمانه بود یا نه مشخص نیست، چرا که در هر صورت والنس پیشنهاد او را رد کرد. در صبح نهم اوت، والنس با ترک خزانه، مهر امپراتوری و سایر مقامات غیرنظامی خود در آدریانوپل، به سوی شمال و برای برخورد با گوت‌ها حرکت می‌کند. دور و بر ساعت دو بعد از ظهر، رومی‌ها در واگن‌های گوت‌ها را در برابر چشمان خود می‌دیدند. برخلاف رومی‌ها، گوت‌ها به خوبی استراحت کرده و هر دو طرف آرایش نظامی بر خود گرفتند. فریتیگرن فرستادگان بیشتری را فرستاد، درحالی‌که خیلی وقت پیش برای درخواست کمک از سواره نظام‌های گرتونگی تحت رهبری آلاتئوس و سافراکس که از بدنهٔ اصلی گوت‌ها جدا شده بودند اقدام کرده بود. این‌ها توسط دیده‌بان‌های رومی ردیابی نشده بود.
ارتش روم شرقی زیر آفتاب گرم تابستان خشکیده شده بودند و گوت‌ها برای وزاندن بیشتر دود به آرایش رومی‌ها، شروع به روشن کردن آتش کردند. والنس در مورد پیشنهاد صلح تجدید نظر کرده بود و آمادهٔ می‌شد تا ریکومر را راهی دیدار با فریتیگرن کند، این درحالی بود که دو واحد از نخبگان رومی، اسکوتاری تحت فرمان کاسیو و ساگیتاری تحت فرمان باکوریوس، بدون هیچ دستوری با گوت‌ها درگیر شدند. این سر آغاز نبرد آدریانوپل بود. زمانی که دو ارتش با یکدیگر تن به تن شدند، سواره نظام‌های گرتونگی و آلانی رسیده و نبرد را به نفع گوت‌ها تاب دادند. جناح چپ روم محاصره شده و از میان رفت و درگیری در تمام طول خطوط آغاز شد که به حمام خون برای نیروهای رومی تبدیل شد. آنها طوری محکم ملبس شده بودند که حتی نمی‌توانستند مانور داده یا دستان خود را اندکی بالا ببرند. برخی موفق شدند تا فرار کنند.
| « | و سپس بربرها، با چشمانشانی که از جنون می‌سوختند، مردان ما را تعقیب می‌کردند که خون در رگ‌هایشان با وحشتی بی‌حس سرد شده بود: برخی بی‌آنکه بدانند چه کسی آنها را زد، بر زمین می‌افتادند، برخی دیگر زیر سنگینی مهاجمان خود دفن می‌شدند. برخی با شمشیر یک رفیق کشته می‌شدند؛ زیرا اگرچه اغلب آنها صف آرایی می‌کردند، اما هیچ زمینه‌ای فراهم نمی‌شد، و هیچ‌کس به کسانی که عقب‌نشینی کردند رحم نمی‌کرد. افزون بر همه اینها، انبوهی از کسانی که به‌طور مرگ آسا بر زمین افتاده و بر عذاب زخم‌های خود ناله میکرند، جاده‌ها را مسدود کرده بودند؛ و با آنها نیز تپه‌هایی از اسب‌های افتاده که دشت‌ها را پر از اجساد کرده بودند. با این خسارات جبران ناپذیر که برای دولت روم بسیار پرهزینه بود، شبی بدون درخشش نور ماه برای ما پایان یافت. | » |

سباستیانوس، ترایانوس، آکوئیتوس و سی و پنج افسر بلندپایه کشته شدند، درحالی‌که ریکومر، ویکتور و ساترنینوس فرار کرده بودند. دو سوم ارتش روم شرقی بر روی زمین به‌طور مرده دراز کشیده بودند. داستانهای پیچیده بسیاری از اینکه سرنوشت نهایی امپراتور چه شد وجود دارد. یکی ادعا می‌کند که او بسیار زخمی شده بوده و توسط نیروهای خود به یک خانهٔ مزرعی برده شده بود. گوت‌ها به آنها نزدیک شدند امامورد اصابت تیر قرار گرفتند و همین باعث شد تا گوت‌ها خانه را درحالی‌که امپراتور درون آن بود یکجا بسوزانند. دیگری گزارش می‌کند که والنس در میدان نبرد همراه با ارتش خود کشته شد. به هر حال هرآنچه رخ داده بدن او هرگز پیدا نشد.
گوت‌ها که از پیروزی خود نیرو گرفته بودند، آدریانوپل را محاصره کردند، اما شهر ایستادگی کرد. دیوارهای آن تقویت شده بود، سنگ‌های بزرگی پشت سر درها گذاشته شده بود و زوبین‌ها و توپ‌های بسیاری به هنگام حمله بر سر مهاجمان بارید. گوت‌ها نیروهایی را از دست دادند اما نتوانستند پیشرفتی به دست آورند، سپس به نیرنگ و حیله‌گری روی آوردند: بدینصورت که آنها به خائنان رومی پیشنهاد کردند طوری وانمود کنند که گویی از دست گوت‌ها رها شده و فرار می‌کنند تا بدینصورت به شهر نفوذ کرده و سپس در جای جای شهر آتش به پا کنند، به محض اینکه شهروندان مشغول خاموش کردن آتش شدند گوت‌ها به دیوارهای محافظت نشده حمله‌ور شوند. سربازهای رومی در شهر مورد استقبال قرار گرفتند اما زمانیکه داستانهایی که هر یک تعریف می‌کردند با یکدیگر همخوانی پیدا نکرد، زندانی شده و شکنجه شدند؛ سپس به نیرنگ خود اعتراف کرده و گردن زده شدند. گوت‌ها یک حمله دیگر انجام دادند اما یکبار دیگر شکست خوردند. با این حمله پایانی، گوت‌ها دیگر منصرف شده و راه خود را کشیدند و رفتند. آنها به همراه چندین هون و آلان نخست به پرینتوس رفته و سپس راهی کنستانتینوپل شدند. آنها در کنستانتینوپل در نبرد کوچکی به نام نبرد کنستانتینوپل را جنگیدند که البته به کمک پادگان‌های عربی این جنگ مهار شد. گفته می‌شود زمانیکه یک سرباز لخت عرب به سوی مهاجمان حمله برآورده و سپس دشمنان را سلاخی کرده و خون یکی از دشمنان سر بریده شده را خورد، گوت‌ها را بسیار ترساند قرار داد. گوت‌های تحت تأثیر قرار گرفته از بزرگی شهر و دیوارهای بلند آن، تصمیم گرفتند تا راه خود را عقب کشیده و به غارت حومه‌های شهرها ادامه دهند.
با مرگ والنس، امپراتوری روم شرقی ناچار بود تا بدون یک امپراتور اداره کند. مگیسترمیلیتوم شرق (فرماندهی سپاه شرق)، ژولیوس از این می‌ترسید که جمعیت گوتی‌ها در هرجایی از قلمرو امپراتوری روم شرقی، هم غیرنظامیان و هم آنهایی که در واحدهای نظامی هستند به سوی امپراتوری حرکت کنند. پس از اتفاقات آدریانوپل آنها این توانایی را داشتند که خود را با فریتیگرن متحد کرده و این بحران را به استانهای بیشتری گسترش دهند. بنابرین ژولیوس، گوتی‌ها نزدیک مرز را با هم فریب داد و قتل‌عام کرد. تا سال ۳۷۹، این خبر به گوتیهای استانهای داخلی، درجاییکه قتل‌عام در آن صورت گرفته بود رسید و برخی شورش کردند، به ویژه در آسیای صغیر. رومی‌ها موفق شدند تا این شورش‌ها را سرکوب کنند و برخی از گوتی‌ها را اعم از گناهکار و بیگناه در همان‌جا سلاخی کردند.

## ۳۷۹–۳۸۲: تئودوسیوس یکم و پایان جنگ

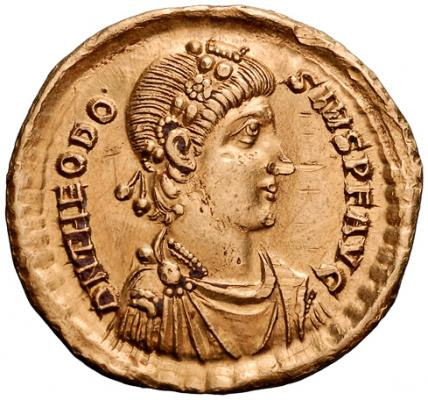
امپراتور نو امپراتوری روم شرقی، تئودوسیوس یکم.

آن بخش از جنگ‌های گوتیک میان سالهای ۳۷۹ و ۳۸۲ مدارک و شواهد بسیار کمی در دسترس است و گزارش‌ها بیشتر گمراه کننده می‌شوند، به ویژه در مورد ظهور تئودوسیوس یکم به عنوان امپراتور نو روم شرقی. تئودوسیوس، زاده شده در هیسپانیا، فرزند یک ارتشبد نامدار بود. او در سال ۳۷۴ در شرق بالکان علیه سرمتیان لشکرکشی کرد.
تئودوسیوس پس از اینکه پدرش به دنبال مرگ امپراتور روم غربی والنتییان یکم، قربانی دسیسه دادگاه شد، ملک و دارایی‌های خود در اسپانیا را رها کرد. اینکه چرا او را به شرق دعوت کردند هنوز هم یک معما است. به نظر می‌رسد که تئودوسیوس سمت خود را به عنوان رهبر کسب کرد. ممکن است که او در اواخر سال ۳۷۸ علیه گوتی‌ها لشکر کشی کرده باشد. در ۱۹ ژانویه سال ۳۷۹، تئودوسیوس به عنوان امپراتور شناخته شد. شواهد همچنان در مورد اینکه چگونه چنین چیزی رخ داد اندک اند. اینکه گراتیان خود ترفیع مقام تئودوسیوس را ابتکار کرد یا ارتش باقی مانده در شرق گراتیان را ناچار به پذیرش همکاری با با تئودوسیوس کرد روشن نیست. هرچه باشد گراتیان از تئودوسویس به عنوان هم امپراتوری خود یاد می‌کند اما بی درنگ برای رویارویی با آلِمانی به غرب شرق را ترک می‌کند. افزون بر بخشودن اداره اسقف نشینی داسیا و مقدونیه به تئودوسیوس، گراتیان پیشنهاد کمک کوچکی در مورد اینکه چگونه باید با گوتی‌ها برخورد کند به او می‌دهد.
تئودوسیوس به استخدام یک ارتش نو در مقرهای خود در سالونیک اقدام می‌کند. کشاورزان برای ارتش فرا خوانده شدند و مزدوران بربر از آنسوی دانوب خریداری شدند. فراخوان کشاورزان با رنجش و نارضایتی‌های فروانی به همراه بود. برخی انگشتان خودشان را مثله می‌کردند، اما شمار بسیاری از آنها به کمک اربابانشان که هیچ علاقه ای به از دست دادن کارگران خود و سپردن آنها به ارتش نداشتند پنهان شده یا حتی ترک گفتند و سر به قریبان گذاشتند؛ اما تئودوسیوس با قوانین سخت بسیاری پاسخ آنهارا می‌داد و کسانی را که فراریان را پنهان می‌کردند مجازات می‌کرد و به کسانی که آنها را تسلیم می‌کردند پاداش می‌داد. حتی آنهایی که خود را مثله کردند باز هم مجبور می‌شدند وارد ارتش روم شوند.
مودارس، یکی از ژنرال‌های تئودوسیوس که خود یک گوتی بود، پیروزی کوچکی در برابر فریتیگرن به دست آورد. حتی پیروزی‌های کوچک از این دست توسط مبلغان و پروپاگاندیست‌های امپراتوری به شدت مورد ستایش قرار می‌گرفت. گزارشهایی از برگزاری جشن‌های پیروزی یافت شده‌اند که حاکی از این است که تئودوسیوس به پیروزی نیاز داشت و بایددر حال مقابله با بحران گوتیک دیده می‌شد.
در سال ۳۸۰، گوتی‌ها جدا شدند. گرتونگی به ایلیریکوم رفته و استان غربی پانونیا را مورد هجوم قرار دادند. هرآنچه اتفاق افتاد دوباره مورد مناقشه است؛ آنها یا به دست ارتش گراتیان شکست خوردند، یا به‌طور صلح آمیز قراردادی را امضا کردند که آنها را در پانونیا اسکان داد. تروینگ‌ها نیز به سمت جنوب به مقدونیه و تسالی حرکت کردند. تئودوسیوس با ارتش نوین خود به رویارویی با آنها رفت اما به همراه بربرهای غیرقابل اعتماد و نیروهای تازه کارش، از میان رفت. نیروهای بربر با فریتیگرن همراه شدند و بسیاری از رومی‌ها سر به قریبان گذاشتند. با این پیروزی تروینگ‌ها آزاد بودند تا به رومی‌های بومی فشار بیاورند تا به آنها باج دهند. این زمان بود که امپراتوری روم غربی در نهایت پیشنهاد کمک کرد. با پایان دادن به تهاجم پانونیا، گراتیان با تئودوسیوس در سیرمیدوم دیدار کرد و ارتشبدهای خود، آربوگاست و بائوتو را برای عقب رانی گوتی‌ها به تراکیه روانه کرد که موفقیت آنها تا تابستان ۳۸۱ به طول انجامید. تئودوسیس در همین حال آنجا را به سوی کنستانتینوپل ترک گفت، جایی که در آنجا اقامت داشت. پس از سالها جنگ و نبرد، دو ارتش شکست خوردهٔ روم و بن‌بست ادامه‌دار، مذاکرات برای صلح آغاز شد.

## صلح و پیامدهای آن
ریکومر و ساتورنینوس مذاکرات را برای رومی‌ها انجام دادند و سرانجام در ۳ اکتبر ۳۸۲ صلح برقرار شد. در آن زمان رهبران گوتی‌ها از آدریانوپل رفته بودند؛ فریتیگرن، آلاتئوس و سافارکس دیگر هیچ‌وقت در تاریخ عهد باستان ذکر نشدند و سرنوشت پایانی آنها نامشخص است. حدس و گمان از مرگ در جنگ تا سرنگونی به عنوان بهای صلح متغیر است.
در صلح، رومی‌ها هیچ رهبری از گوتی‌ها را به رسمیت نشناخته و گوتی‌ها به‌طور اسمی در امپراتوری روم گنجانده شدند. رومی‌ها با آنها وارد یک اتحادیهٔ نظامی تحت عنوان فوئدراتی شدند: در صورت نیاز گوتی‌ها به ارتش روم فراخوانده می‌شوند و در مواقع خاص می‌توانند به جای ارتش روم به‌طور کامل وارد عرصه نبرد شوند. چیزی که از سنت همیشگی رومی به دور بود این بود که گوتی‌ها در داخل امپراتوری روم و در استان‌های سکائستان، موسیا و احتمالاً مقدونیه صاحب زمین و اراضی شدند که تحت اختیار خودشان بوده و پراکنده نشدند. این به آنها اجازه داد تا این قوم، با قوانین داخلی و سنت‌های فرهنگی خود، در چارچوب یک مردم همبسته و متحد، کنار یکدیگر بمانند. برای امضا و تضمین کردن این قرارداد، تئودوسیوس جشن بزرگی را برای گوتی‌ها به پا کرد.
تمیستیوس، سخنور و مبلغ امپراتوری روم، ضمن اذعان بر اینکه گوتی‌ها از نظر نظامی غیرقابل شکست بودند، صلح را به عنوان یک پیروزی برای رومیان فروخت که گوت‌ها را به طرف خود برده بودند و آنها را به کشاورزان و متحدان تبدیل کرده بودند. او باور داشت با گذشت زمان، گوتی‌های بربر همچون گالاتیایی‌های بربر، به رومیی‌هایی ثابت قدم و استوار تبدیل خواهند شد.
| « | فقط فرض کنید که این تخریب موضوعی آسان بود و ما آنرا به عنوان ابزاری داشتیم که آنرا بدون رنج انجام دهیم، اگرچه از روی تجربه گذشته این نه یک نتیجه قطعی بود و نه احتمالی، با این حال، همان‌طور که گفتم، فرض کنید این راه حل در توان ما است. آیا اون موقع خوب می‌شد که ما تراکیه را با اجساد پر می‌کردیم یا با کشاورزان؟ که آن را پر از گور می‌کردیم یا انسان‌های زنده؟ برای پیشرفت در یک بیابان یا زمین کشت شده؟ شمارش تعداد سلاخی شدگان یا مردانی که زمین را شخم می‌زنند؟ | » |

| « | تمام ان نبوغ (نظامی) ما بی فایده است؛ تنها نصیحت و قضاوت شما (تئودوسیوس) مقاومتی شکست ناپذیر ایجاد کرد و پیروزی که از طریق این منابع درونی خود به دست آوردید، بهتر از آنی بود که می‌توانستید با چیرگی سلاح بر شما، به دست آورید؛ زیرا کسانی را که به ستم کردند هلاک نکردی بلکه آنهارا تصاحب کردی. شما آنها را با تصرف زمین‌هایشان مجازات نکردید، بلکه کشاورزان بیشتری را برای ما به دست آوردید. آنها را همچون که حیواناتی وحشی هستند سلاخی نکردی، بلکه وحشیگری آنها را محسور ساختی، چنان‌که گویی کسی، پس از به دام انداختن شیر یا پلنگ در تور، اورا نمی‌کشد، بلکه او را به عنوان حیوان بارکشی عادت می‌دهد. این آتش‌افکن‌ها، سخت‌تر از هانیبال برای رومی‌ها، به سمت ما آمده‌اند درحالی‌که رام و مطیع، افراد و سلاح‌های خود را به ما می‌سپارند، چه امپراتور بخواهد آنها را به عنوان کشاورز استخدام کند و به چه به عنوان سرباز. | » |

با وجود این امیدها، جنگ گوتیک شیوهٔ برخورد امپراتوری روم با مردمان بربر هم در خارج و هم در داخل مرزهای امپراتوریشان را تغییر داد. اکنون گوتی‌های تروینگ، به عنوان مردمی متحد و یکپارچه درون مرزهای روم، می‌توانند در مورد موقعیت خود با رومی‌ها مذاکره کنند، حتی اگر نیاز باشد با اعمال قدرت و به شکل ویزیگوت‌ها در آیند. گهگاهی می‌توانند به عنوان دوستان و متحدان روم رفتار کنند و گهگاهی نیز به عنوان دشمن. این تغییر در رفتار رم با بربرها غارت رم در سال ۴۱۰ را به دنبال داشت.
جنگ گوتیک حتی به دین رسمی امپراتوری هم تأثیر گذاشت. با مرگ والنس در آدریانوپل که خود پیرو مکتب فکری دینی مسیحیت آریانیسمی بود، راه را برای تئودوسیوس که اعتقادنامه نیقیه را به عنوان شکل رسمی مسیحیت به کرسی بنشاند هموار شد. گوتی‌ها مانند سایر مردمان بربر، به آریانیسم گرویدند.